# چاپارخانه میبد
چاپارخانۀ میبد به جا مانده از دوره قاجار است و در شهر میبد، در کنار کاروانسرای میبد واقع شده و این سازه در تاریخ ۱۹ مرداد ۱۳۷۹ با شمارهٔ ثبت ۲۷۶۷ به‌عنوان یکی از آثار ملی ایران به ثبت رسیده است.